# Austin A30
L'Austin A30 est une petite voiture familiale qui fut produite par Austin entre mai 1952 et 1956. Elle fut présentée en 1951 au salon Earl's Court Motor Show comme la "Nouvelle Austin Seven" et a été la concurrente de la Morris Minor.
Au lancement la voiture se vendait 507 £, soit 62 £ de moins que la Minor.

## Style
Bien qu'Austin avait déjà eu des contrats avec le designer américain Raymond Loewy, les conceptions de Holden "Bob" Koto ont été rejetées et la voiture que nous connaissons fut stylisée en interne par Ricardo 'Dick' Burzi (en).

## Caractéristiques
La structure de la carrosserie fut conçue par T. K. Garrett, qui était ingénieur en aéronautique avant de rejoindre Austin. C'était une structure entièrement monocoque sans châssis, plus légère et plus rigide que la plupart des véhicules de l'époque, la première Austin être faite de cette manière. À l'intérieur il y avait des sièges individuels à l'avant et une banquette à l'arrière, recouverts de PVC avec une option de parements en cuir sur les sièges. La recherche de l'économie se voyait par un essuie-glace unique côté conducteur, le feu arrière central combiné stop/arrière/plaque et le pare-soleil unique à l'avant côté conducteur. Le chauffage, le second essuie-glace et le pare-soleil côté passager étaient proposés en option.
Elle ne fut présentée à l'origine qu'en version berline quatre portes, des variantes 2 portes ayant été introduites à la fin de 1953, tandis qu'en 1954 un break et un break "Countryman" ont été proposés. Malgré le fait d'avoir une plus petite capacité de chargement que les breaks équivalents BMC Minor de type O (1,70 m3 par opposition à 2,15 m3) le break Austin offrait la même charge utile. Étant plus légère et plus rigide, elle a été favorisée par les hommes d'affaires, et servit longtemps pour nombre d'entre eux.
L'A30 a été remplacé par l'Austin A35 en 1956 avec 223 264 exemplaires construits,.
L'A30 avait une fenêtre arrière plus petite que l'A35 et des trafficateurs au lieu de clignoteurs modernes, qui jaillissaient hors du pilier central lorsque le dispositif était actionné par un bouton monté au centre de la planche de bord.
L'A35 dotée d'un plus grand moteur (et donc plus rapide) a eu beaucoup de succès dans la concurrence de berlines des années 1950 et certaines continuent à apparaître dans des événements historiques.

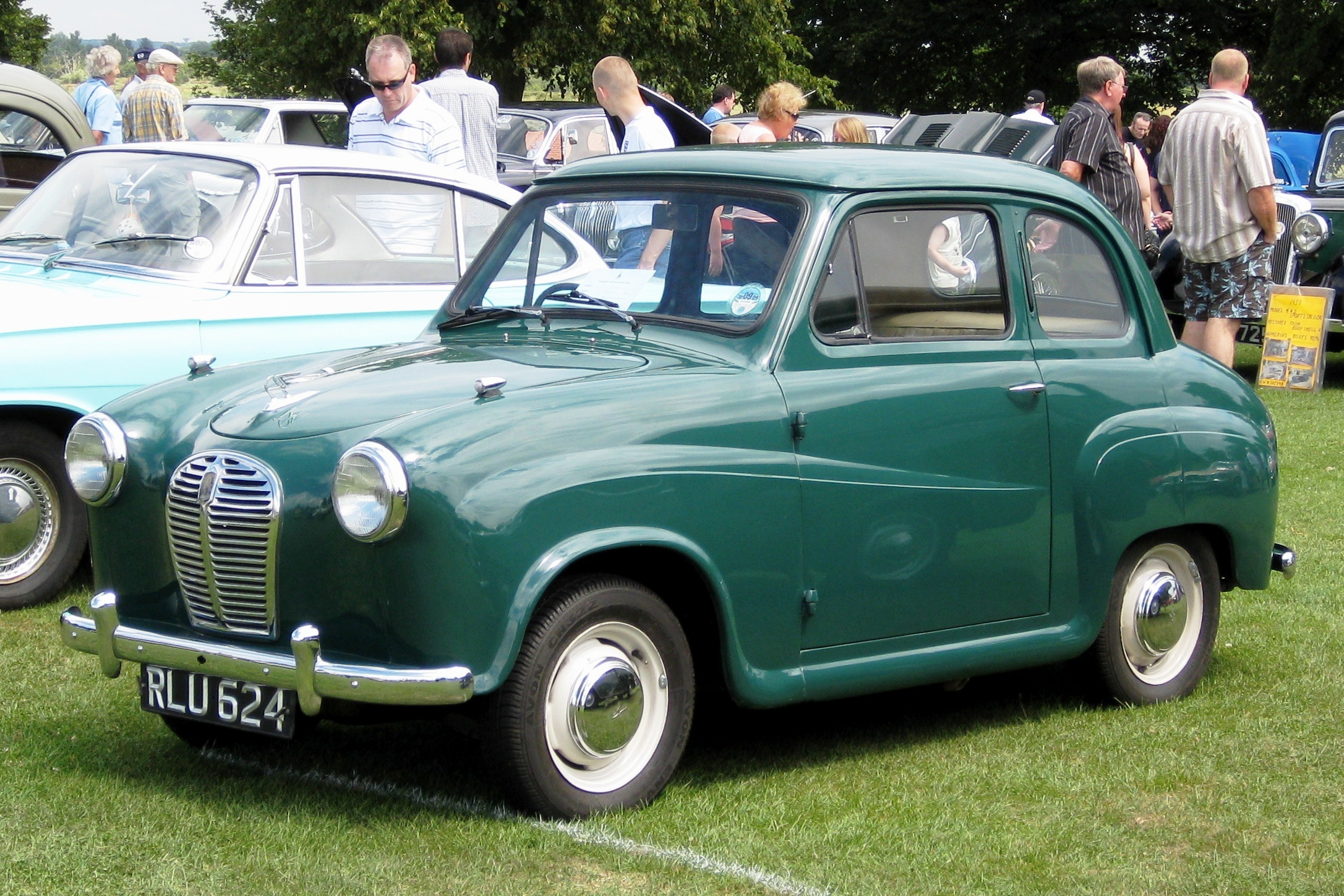
Austin A30 Berline 2 portes
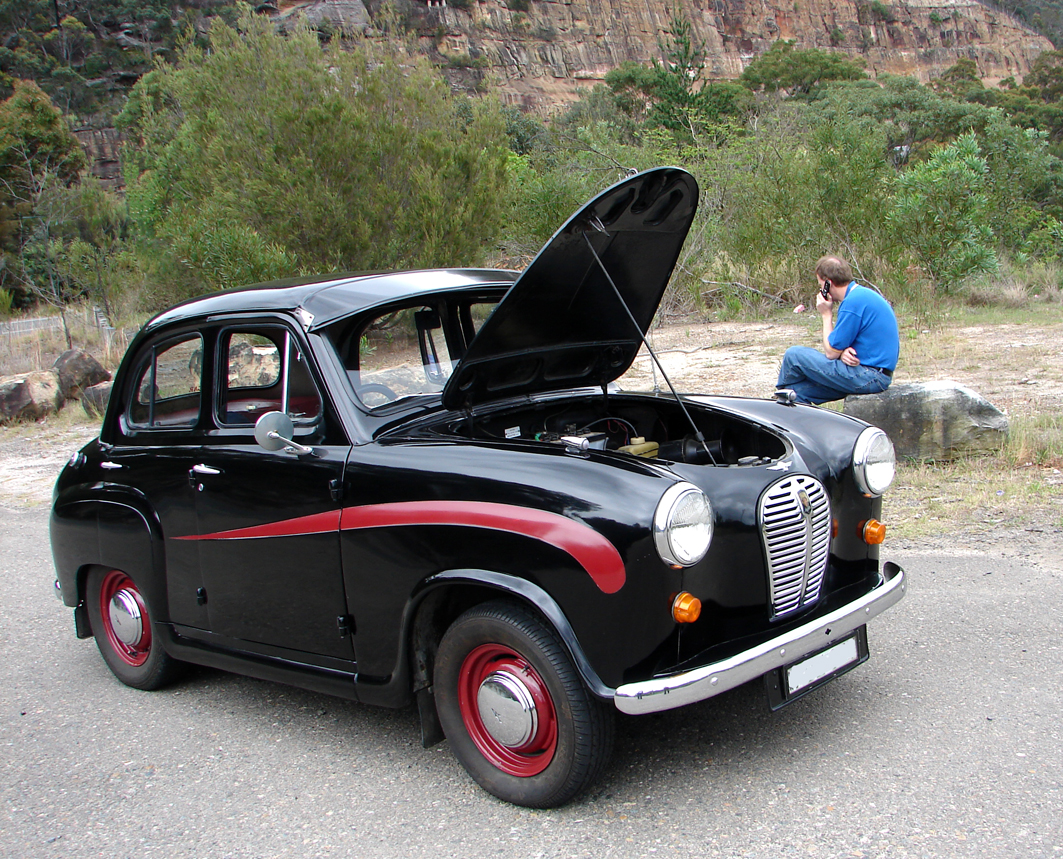
Austin A30 berline 4 portes
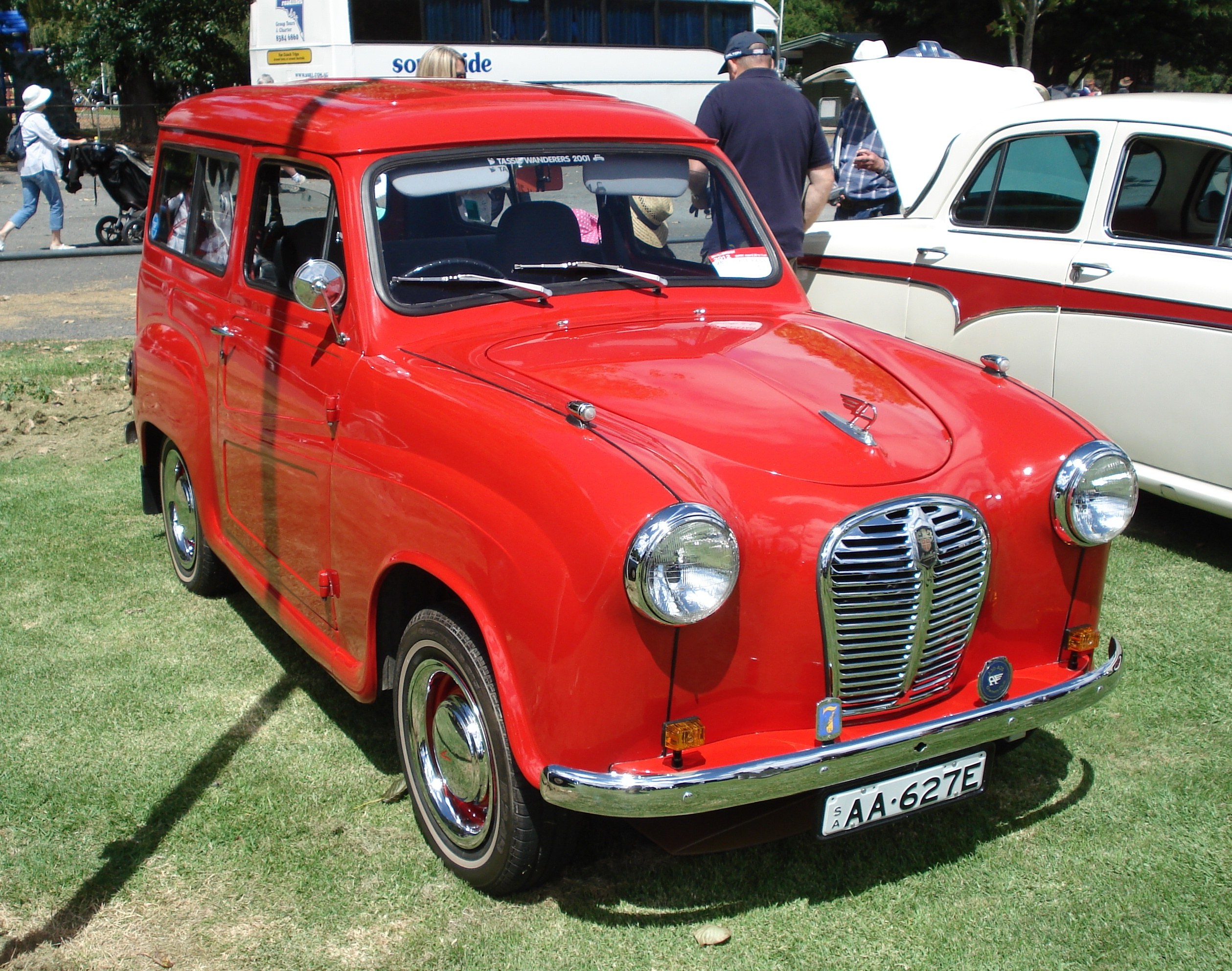
Austin A30 Countryman
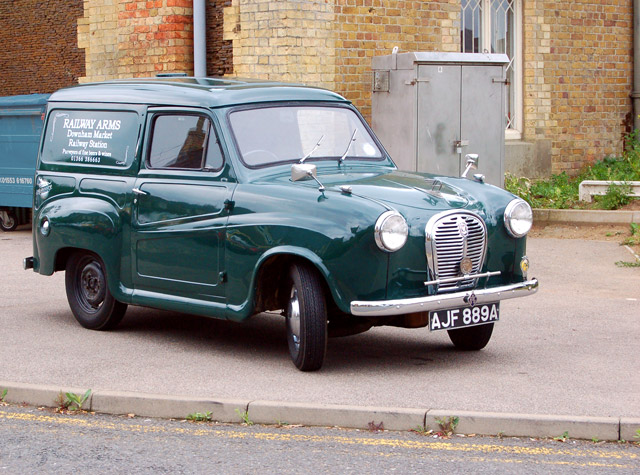
Austin A30 5 cwt camionnette de livraison
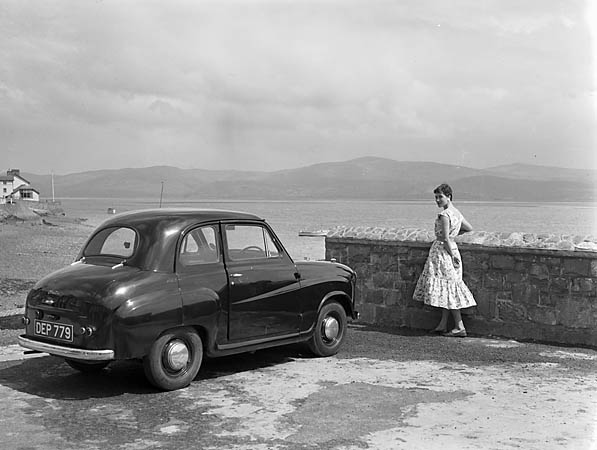
Image de promotion pour L'Austin A30 à Barmouth (1956)
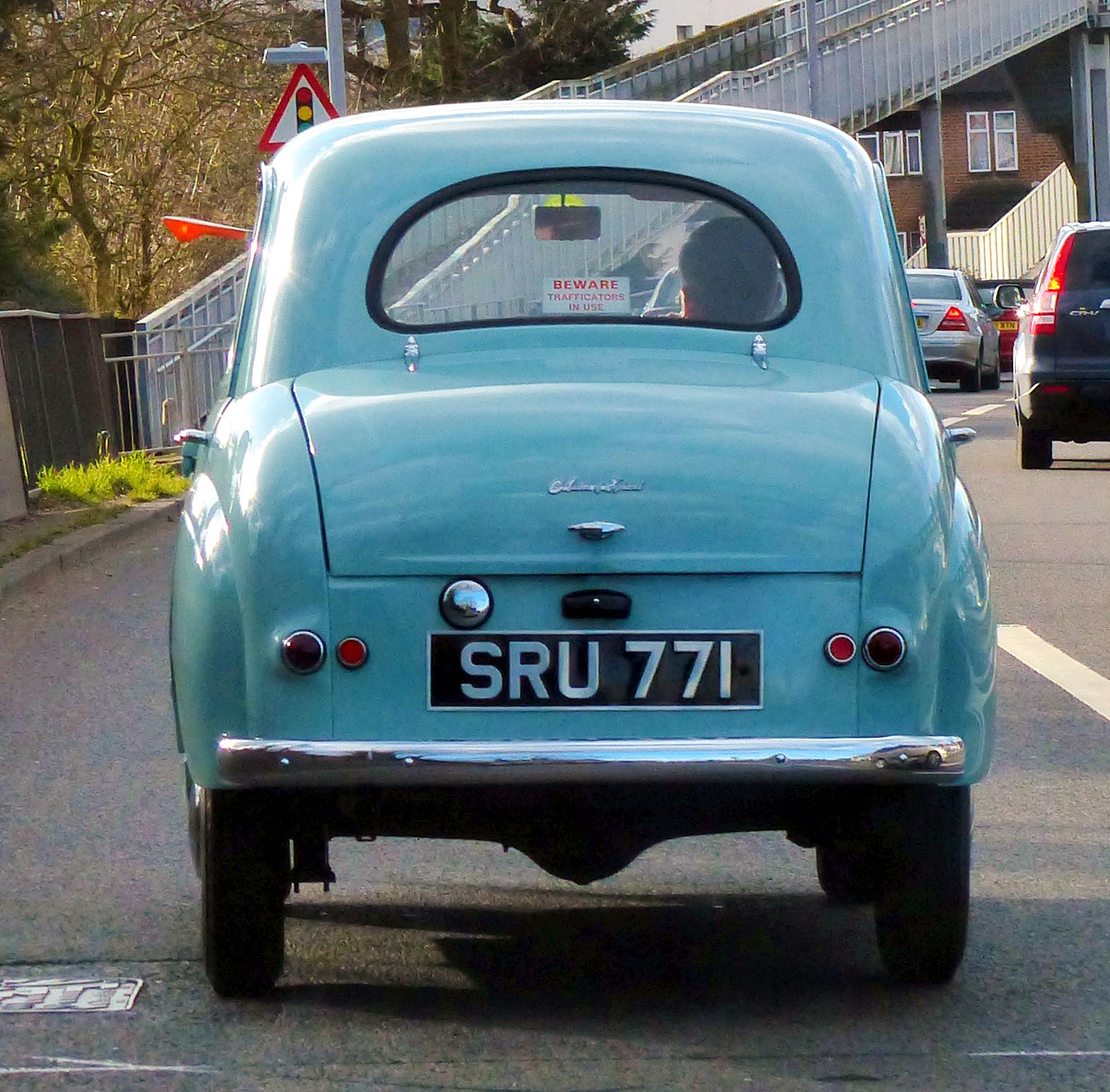
Austin A30 avec trafficateur déployé

## Performances
Le nouveau moteur Série-A était le sommet de l'art pour l'époque et avait une consommation de carburant moyenne de 6,7 L/100 km. Une conduite sportive de l'A30 permettait d'atteindre une vitesse de pointe de 110 km/h (chiffres d'usine). Dans leur essai sur route, le magazine The Motor atteignit une vitesse de pointe de 108,1 km/h et le 0 à 97 km/h en 42,3 secondes. Le freinage était effectué par un système hybride, avec des freins à tambour Lockheed entièrement hydrauliques à l'avant et un seul cylindre monté sur corps et actionné par tiges pour les roues arrière, qui en dépit d'être fortement critiqué comme étant archaïque et à l'ancienne, ont été signalés comme étant tout à fait acceptables. Le système de tige de frein était efficace et manœuvré par un levier à la situation peu orthodoxe, à la droite du siège du conducteur (véhicules à conduite à droite). Les suspensions étaient des ressorts hélicoïdaux à l'avant et des ressorts à lames semi-elliptiques supportant l'essieu à poutre à l'arrière.
Une voiture testée par le magazine The Motor en 1952 avait une vitesse de pointe de 100 km/h et put accélérer de 0 à 80 km/h en 29 secondes. Une consommation de carburant de 7,28 L/100km a été enregistrée. La voiture de l'essai coûtait 553 £ taxes comprises. La radio en option était offerte à 43 £ et le chauffage à 9 £. Les données de performance doivent être considérées dans le contexte de la disponibilité de carburant. Au début de la Seconde Guerre mondiale, « les carburants de marque » ont disparu de la vente au Royaume-Uni, et à l'échelle nationale, la disposition de carburant disponible au début de 1952 n'avait un indice d'octane que de 70, qui imposait un taux de compression relativement faible: cela réduisait les performances de toutes les voitures, surtout les plus petites. En 1952, les marques d'essence réapparurent avec des indices d'octane qui augmentaient, et les taux de compression ont été progressivement améliorés, ainsi que les performances de voitures telles que l'Austin A30 et son successeur A35.

## La production australienne
L'A30 a été produite en Australie par l'Austin Motor Company (Australie) Pty Ltd de 1952 à 1954, et par son successeur, le British Motor Corporation (Australie) Pty Ltd (en) de 1954 à 1956.

## Moteur
- 803 cm3 Moteur BMC Série-A quatre cylindres en ligne.
- alésage 58 × 76 mm de course
- soupapes en tête à poussoirs
- taux de compression 7.2:1
- Carburateur unique Zénith 26JS ou 26VME
- 28 ch (21 kW) à 4 400 tr/min
- 54 N m à 2 200 tr/min

## Nouvelle Austin Seven et Austin A30 Seven
Les premières littératures de vente utilisaient les noms Nouvelle Austin Seven  et Austin A30 Seven.